# Erovete, Kărdjali
Erovete (în bulgară Еровете) este un sat în comuna Kirkovo, regiunea Kărdjali,  Bulgaria. 

## Demografie
Componența etnică a satului Erovete
     Turci (99%)
     Nicio identificare (0,99%)
     Altele (0%)
La recensământul din 2011, populația satului Erovete era de 101 locuitori. Din punct de vedere etnic, majoritatea locuitorilor (99,0%) erau turci. Pentru 0,99% din locuitori nu este cunoscută apartenența etnică.